# 7 for 7
7 for 7 é o sétimo EP do grupo masculino sul-coreano Got7. Foi lançado em 10 de outubro de 2017, pela JYP Entertainment. Possui o single "You Are".

## Lista de músicas
| N.º            | Título         | Letras                                                           | Música                                      | Arranjo                    | Duração |  |
| 1.             | "Moon U"       | Ars (Youngjae) Joo Chan-yang Maxx Song BamBam                    | Ars (Youngjae) Joo Chan-yang Command Freaks | Command Freaks             | 3:22    |  |
| 2.             | "Teenager"     | Defsoul (JB) FS                                                  | Defsoul (JB) FS Royal Dive                  | Royal Dive                 | 3:09    |  |
| 3.             | "You Are"      | Defsoul (JB) Mirror BOY D.ham 문한미루                           | Defsoul (JB) Mirror BOY D.ham 문한미루      | Mirror BOY D.ham 문한미루  | 3:21    |  |
| 4.             | "Firework"     | Jinyoung Distract                                                | Jinyoung Distract Secret Weapon             | Secret Weapon              | 3:40    |  |
| 5.             | "Remember You" | Lee Ha-jin BamBam                                                | Images BamBam                               | Images Say                 | 4:06    |  |
| 6.             | "내게" (To Me) | Yugyeom                                                          | Yugyeom Effn                                | Effn Heth Samuel Ku        | 3:18    |  |
| 7.             | "Face"         | Lee Woomin 'collapsedone' Mayu Wakisaka Jackson Wang Mark BamBam | Lee Woomin 'collapsedone' Mayu Wakisaka     | Lee Woo-min 'collapsedone' | 3:29    |  |
| Duração total: | Duração total: | Duração total:                                                   | Duração total:                              | Duração total:             | 24:23   |  |

## Paradas musicais
| Parada (2017)                        | Posição |
| ------------------------------------ | ------- |
| Bélgica (Ultratop Flandres)          | 194     |
| Chinese Albums (V Chart)             | 1       |
| New Zealand Heatseeker Albums (RMNZ) | 8       |
| South Korean Albums (Gaon)           | 1       |
| US World Albums (Billboard)          | 2       |

## Histórico de lançamento
| País          | Data                  | Formato             | Gravadora                     |
| ------------- | --------------------- | ------------------- | ----------------------------- |
| Coreia do Sul | 10 de outubro de 2017 | CD Download digital | JYP Entertainment Genie Music |
| Mundialmente  | 10 de outubro de 2017 | Download digital    | JYP Entertainment             |